# Michael Cole
Sean Michael Coulthard (8. prosince 1966 Syracuse, New York, USA), známější pod jménem Michael Cole, je americký profesionální wrestlingový komentátor a novinář. V současné době pracuje ve WWE, kde obvykle komentuje v pořadech Raw, SmackDown a další akce v průběhu roku.
Ve společnosti pracuje již od roku 1997, původně dělal rozhovory v zákulisí, ale postupně se propracoval až na pozici hlavního komentátora.

## Žurnalistická kariéra
Svou kariéru v médiích začal jako novinář pro CBS Radio. Jeho prvním významným úkolem bylo v roce 1988 pokrýt americkou prezidentskou kampaň kandidáta Demokratické strany Michaela Dukakise. V roce 1992 informoval o prezidentské kampani Billa Clintona. V roce 1993 podával zpravodajství z 51denního obléhání areálu sekty Davidiánů ve Waco v Texasu a následující rok strávil devět měsíců zpravodajstvím o jugoslávské občanské válce. V roce 1996 se vrátil ke zpravodajství o prezidentských kampaních, tentokrát Steva Forbese a Boba Dolea.

## Úspěchy
- The Baltimore Sun
  - Non-Wrestling Performer of the Year (2010)
- World Wrestling Entertainment / WWE
  - Slammy Award (4x)
    - "Oh My" Moment of the Year (2009)
    - "And I Quote..." Line of the Year (2010)
    - Most Regrettable Attire of the Year (2011) (převlékl se za Triple H)
    - Favorite Web Show of the Year (2013) – s Johnem "Bradshaw" Layfieldem a Reneem Youngem v The JBL & Cole Show
- Wrestling Observer Newsletter
  - Worst Gimmick (2011) Heel turn
  - Worst Television Announcer (2001, 2009–2012, 2020)
- WrestleCrap
  - Gooker Award (2011)